# Lati Rinpoche
Kyabje Lati Rinpoche (Tibet, 1922 – 12 aprile 2010) è stato un monaco buddhista tibetano indiano.

## Biografia
Lati Rinpoche è stato identificato come la reincarnazione di un praticante buddhista di grande realizzazioni spirituali, come vuole la tradizione monastica tibetana, da Gongkar Rinpoche Archiviato il 23 settembre 2015 in Internet Archive. ed entrò nella vita monastica all'età di 10 anni.
All'età di quindici anni, si iscrive in Gaden Shartse Norling College, uno dei tre grandi monasteri universitari Gelugpa del Tibet.
Nel 1959, Lati Rinpoche dette l'esame di filosofia buddhista e gli fu conferito il titolo di "Geshe Lharampa". Nel 1960, Lati Rinpoche fu ammesso al collegio tantrico di Lhasa, e iniziò lo studio intensivo del Tantra. Nel 1964, a causa delle condizioni politiche della regione, lasciò il Tibet per unirsi al 14 ° Dalai Lama in esilio in India. All'arrivo a Dharamsala, fu nominato il Consigliere Spirituale di Sua Santità il 14 ° Dalai Lama.
Dal 1976, Lati Rinpoche insegnò presso il Namgyal Gomba, monastero personale del 14 ° Dalai Lama, sempre presso Dharamsala. Nello stesso anno, fu nominato Abate del Shartse Norling College del Monastero di Gaden. Università monacale, sul modello del Gaden Shartse Norling College, per monaci in esilio in India a Mundgod nel Karnataka.

## Contributo
Il contributo di Lati Rinpoche è dato dalla presentazione e spiegazione del concetto di mente nella psicologia buddhista. In particolare sui temi della conoscenza e consapevolezza, capitoli del commentario di Pur-bu-jok (1825-1901): "Spiegazione della Presentazione degli oggetti e di possessori di oggetti", oltre al commento su "Una presentazione di consapevolezza e conoscenza" di Jam-yang-shay-ba (1648-1721)

### Approfondimenti
Guenter H. kawamura L. La mente nella psicologia buddhista. Trad. "La collana della chiara comprensione" di Ye-shes rGhyal-mTshan. Ubaldini. Roma. 1976.
Jeffrey Hopkins. "Maps Of The Profound: Jam-Yang-Shay-Ba's Great Exposition Of Buddhist And Non-Buddhist Views On The Nature Of Reality". Hardcover. 2003.